# Chassé croisé amoureux
Pour les articles homonymes, voir Chassé-croisé.

Chassé croisé amoureux est un téléfilm franco-suisse réalisé par Gérard Cuq et diffusé le 10 janvier 2007 sur TF1.

## Synopsis
Sabine est sur le point de se marier avec Thierry, un parisien. Sa meilleure amie, Elsa, lui propose de rencontrer le futur époux afin de tester sa fidélité. Elle se fait donc passer pour la cousine de Sabine dont le rêve est de venir à Paris. Dans un même temps, Thierry est contraint de se rendre au Maroc afin de divorcer de sa première femme (avec laquelle il n'a plus de contact depuis plusieurs années). Il demande donc à son demi-frère, François, de se faire passer pour lui et accueillir la "cousine de Sabine".

## Fiche technique
- Réalisateur : Gérard Cuq
- Scénario : Jean-Claude Islert, Pierre Colin-Thibert
- Photographie : José Gerel
- Musique : Haris Berberian
- Durée : 88 min
- Pays :  France,  Suisse

## Distribution
- Ingrid Chauvin : Elsa
- Richaud Valls : François
- Charlotte Kady : Sabine
- Philippe Caroit : Thierry
- Babsie Steger : Louisa
- Jacques Frantz : Gherbrant
- Cécile Nolan : Élodie
- Fabrice Deville : Marc
- Philippe Cariou : Stéphane
- Eric Mariotto : Le conducteur
- François D'Aubigny : René
- Juliette Galoisy : La réceptionniste
- Olivier Pagès : Le capitaine
- Marie Dauphin : La chanteuse
- Clara Zaoui : La violoncelliste
- Marc-Olivier de Nattes : Le violoniste
- Tahar Radhouni : Le réceptionniste Tamerza
- Nora Schinasi : La vendeuse de pizzas